# Giroscopio de control de momento
Un giroscopio de control de movimiento (CMG) control moment gyroscope es un dispositivo de control de actitud generalmente usado en sistemas de control de actitud de satélites. Los CMGs controlan la orientación de la nave espacial. Un CMG consiste en un rotor giratorio y uno o más cardanes motorizados que bascula el momento angular del rotor. Como el rotor se inclina, el cambio del momento angular causa un momento de fuerza giroscópico que hace rotar la nave espacial.

## Estación Espacial Internacional

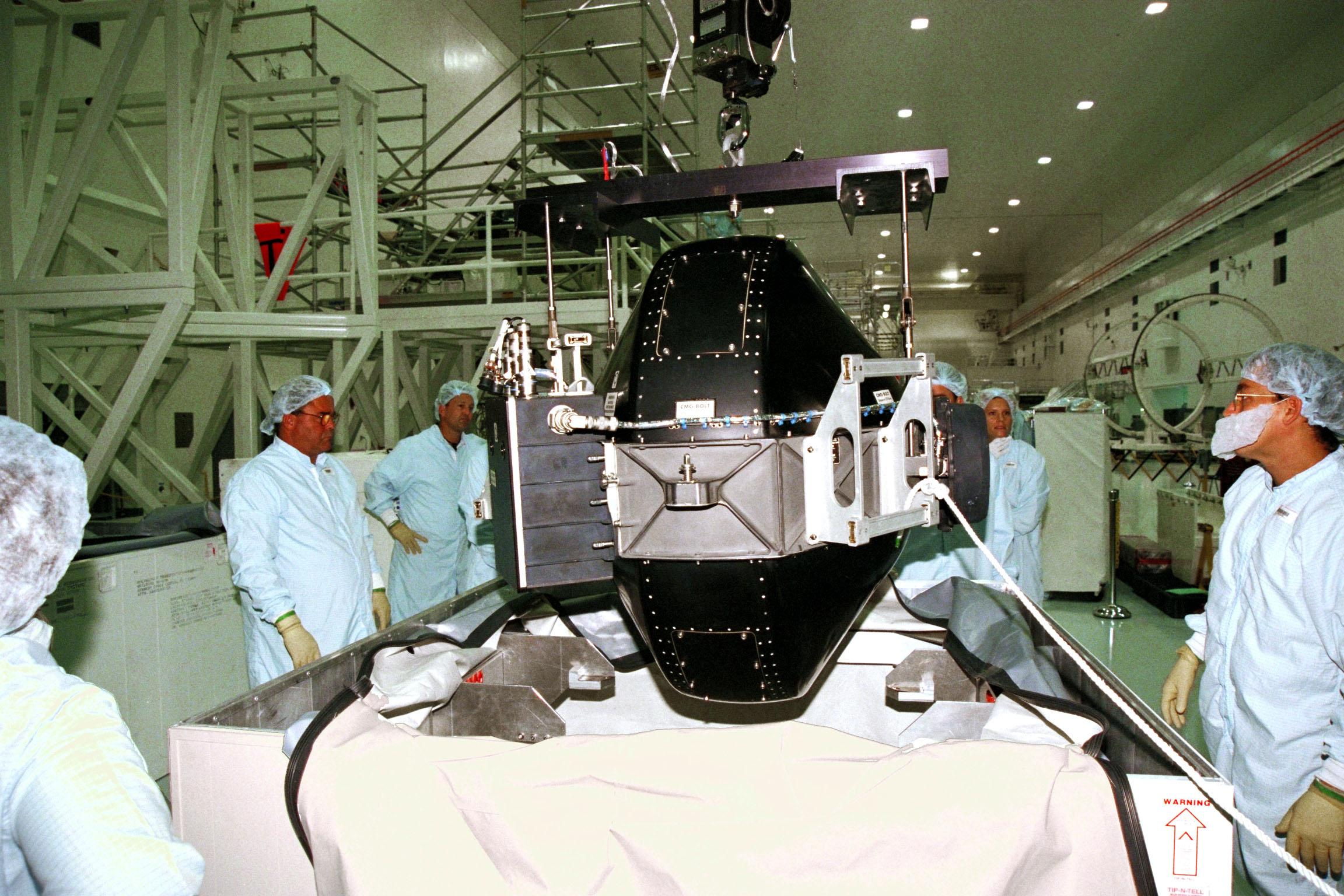
Personal de la NASA manipulando un único Giroscopio de Control de momento para la Estación Espacial Internacional.

La EEI emplea un total de cuatro CMGs como dispositivos primarios de actuación durante el modo de operación normal. El objetivo del sistema de control de vuelo CMG es mantener la estación espacial a una actitud relativamente estable a la superficie de la Tierra. Además, busca un (TEA) Torque Equilibrium Attitude, en el cual la contribución combinada del momento de fuerza del gradiente gravitacional, arrastre atmosférico, presión solar, e interacciones geomagnéticas quedan minimizadas. En la presencia de esas continuas perturbaciones del entorno los CMGs absorben el momento en un intento de mantener la estación espacial en una actitud deseada. Eventualmente, los CMGs se pueden saturar (absorbiendo el momento hasta el punto que no pueden absorber más), provocando la pérdida de efectividad de la serie de CMG para el control. Algún tipo de esquema de momento magnético (MMS) es necesario para permitir que los CMGs mantengan una actitud deseada y al mismo tiempo prevenir la saturación del CMG. Como los CMGs son dispositivos de intercambio de momento, los pares de control externo deben usarse para vaciar los CMGs, esto es, devolver el momento a un valor nominal. Algunos métodos para descargar el momento del CMG incluyen el uso de pares magnéticos, empujes a reacción, y el momento de gradiente gravitacional. Para la estación espacial, se prefiere el método de momento de gradiente gravitacional porque no requiere consumibles ni instrumentos externos y porque el momento de gradiente gravitacional en la EEI puede ser muy alto.